# Вісенте дель Боске
Вісе́нте Де́ль Бо́ске (ісп. Vicente del Bosque; нар. 23 грудня, 1950 року, Саламанка, Іспанія) — футбольний тренер та в минулому успішний гравець. 2002 року визнаний тренером року за версією ФІФА. Єдиний тренер світу, який перемагав у Лізі чемпіонів (з «Реалом», 1999—2000 і 2001—2002), на чемпіонаті світу (зі збірною Іспанії, 2010) та чемпіонаті Європи (зі збірною Іспанії, 2012).

## Кар'єра гравця

### Юнацькі роки
З дитинства Вісенте обожнював ганяти м'яча вулицями рідної Саламанки. За декілька років хлопець зрозумів, що прагне зробити футбол метою свого життя. Першим тренувальним майданчиком для підлітка стали аматорські клуби міста: забуті нині Ель Фатіма, Ель Саморано та Ель Саломе. У ті роки юного Дель Боске прив'язували до жодної конкретної польової позиції — він грав то в захисті, то як півзахисник, а то й навіть як форвард.

У віці 17 років підліток приїздить до столиці з єдиною метою — вправлятися у футболі. Вже наступного року він стає гравцем юнацької команди Реал Мадрид (сезон 1968–1969), до якої його особисто запросив Сантьяго Бернабеу. Першим професійним клубом для Дель Боске став дубль столичного гранда — команда Плюс Ультра (сезон 1969–1970 рр.).Тут хлопець нарешті знайшов свою позицію на полі — півзахисник, який уміє читати гру та наділений гарними фізичними якостями.

### Гравець клубу Реал Мадрид
На сезон 1970–1971 рр. юний «реалівець» як орендований гравець одягнув форму іспанського клубу Кастельйон. Проте того сезону хлопцю катастрофічно не щастило, — Кастельйон після провальної гри опустився у Сегунду, а самому Вісенте прооперували меніск, та на додачу виявили проблеми з ключицею. На період реабілітації Дель Боске повернувся до Мадрида. Проте, вже на початку нового сезону 1971–1972 рр. він поїхав до Кордови, грати за однойменний клуб. Півзахисника знов-таки віддали в оренду як компенсацію за придбаного Реалом місцевого гравця Вердуго. На сезон 1972–1973 рр. Дель Боске повертається до клубу Кастельйон. Молодий футболіст відіграв сезон «на відмінно», і після завершення чемпіонату разом із одноклубниками святкував зліт Кастельйону до Прімери. 

Нового сезону (1973–1974 рр.) функціонери Королівського клубу нарешті вирішили залучити талановитого хлопця до основи «бланкос». Тож футболку команди Реал Мадрид Дель Боске буде із гордістю вдягати протягом наступних 11 років (до 1984 року), а особливу любов до столичного клубу він збереже на все життя.

«…я саме тут [в клубі Реал Мадрид] зростав та мужнів. Завдяки клубу я пізнав життя, таким яке воно є…»

Молодий гравець Реалу — Вісенте дель Боске

 Вісенте Дель Боске про Реал Мадрид 

### Гравець збірної
Свій перший матч за Національну збірну Дель Боске відіграв у 1975 році. Проте найбільш значущим його досягненням була участь у Євро-1980, яке проходило в Італії. 13 грудня, 1978 року, на 10-й хвилині матчу, своїм єдиним голом за збірну Дель Боске відзначився у воротах Кіпру (кваліфікаційна стадія чемпіонату, Іспанія-Кіпр (5:0)). Із серією безпрограшних ігор (9 очок) іспанці дійшли до групового етапу.

У групі «В» Дель Боске та компанія зайняли останнє місце, програвши два матчі та один відстоявши внічию. Чемпіоном Європи 1980-го року стала Німеччина (тогочасна ФРН), а іспанці поїхали додому з порожніми руками.

Загалом, за період з 1975 по 1980 рр. у складі Національної збірної Вісенте Дель Боске зіграв 18 матчів, й відзначився одним голом.

### Нагороди
Чемпіон Прімери — 5 разів
- 1975, 1976, 1978, 1979, 1980 — з клубом Реал Мадрид

Кубок Короля — 4 рази
- 1974, 1975, 1980, 1982 — з клубом Реал Мадрид

## Кар'єра тренера

### Реал Мадрид
30 червня, 1984 року Вісенте Дель Боске після 11-ти славних років у Реалі «повісив бутси на гвіздок». Проте, прощатися із улюбленою командою футболіст не поспішав. Із Королівським клубом Дель Боске продовжив роботу як функціонер, за декілька років ставши видатним селекціонером кантери (юнацької футбольно-підготовчої школи, з якої добирають футболістів основи).
В 1994 році у «лісника», — прізвисько, яке Дель Боске заробив, граючи за «бланкос» («боске» іспанською означає «ліс»), з'явився давно омріяний шанс — очолити Реал. На посаді головного тренера він змінив Беніто Флоро (хоча й з приміткою «тимчасовий виконувач обов'язків»). Проте, новоспечений наставник на цій посаді протримався лише 3 місяці.
Нова можливість очолити Реал з'явилася в 1996 році, після звільнення Хорхе Вальдано (зараз генеральний директор клубу Реал Мадрид). Дель Боске із столичним клубом провів лише один матч, після чого його зняли з посади, й він знову повернувся до тренування юнаків кантери.

Новий наставник Реалу — Джон Тошак (у минулому видатний гравець англійського Ліверпуля), у відповідь на шквальну критику керівництва клубу, навідріз відмовився змінювати свою модель гри. Запального уельського тренера невдовзі звільнили, а його посаду за третьої спроби обійняв Вісенте Дель Боске (18 листопада 1999 року). Так розпочалася одна із найвидатніших сторінок в історії Королівського клубу. 

Першого ж сезону (1999–2000 рр.) підопічні «лісника» виграли Лігу Чемпіонів. У Парижі, у фінальному протистоянні чемпіонату «бланкос» розгромили земляків з Валенсії з рахунком (3:0).
У 2000 році президентом королівського клубу став суперечливий Флорентіно Перес. З його приходом у Реалі запанувала жорстка трансферна політика, до якої тренер, часто, не мав жодного стосунку. Дель Боске, фактично втратив право підбирати команду на власний розсуд. Перес розпочав еру Реалу, який відтоді став більш знаний як зіркове «галактікос». В ході нової трансферної політики клуб виклав кругленькі суми за володарів «Золотого М'яча» — Зінедіна Зідана, Луїша Фіґу, Роналду, та просто «зіркового хлопчика» — Девіда Бекхема.
Наступного сезону (2000–2001 рр.) Реал став чемпіоном Прімери та отримав Суперкубок Іспанії.Переможна хода Королівського клубу ні на мить не уповільнилась і в новому чемпіонаті (2001–2002 рр.). Дель Боске та його «галактікос» виграли Лігу Чемпіонів (із 9-ма перемогами, Реал — абсолютний рекордсмен у цьому турнірі). У фіналі мадридський клуб подолав леверкузенський Байєр (2:1). Того ж року, команда «лісника» виборола й Суперкубок Європи.

У сезоні 2002–2003 рр. Дель Боске знову привів «бланкос» до чемпіонства в Прімері. Але його долю було вже вирішено. Буквально через 24 години після взяття титулу Дель Боске було усунено з посади головного наставника Реалу. Президент Флорентіно Перес мотивував відставку успішного тренера його профнепридатністю (нездатністю налагодити дисципліну в команді, застарілими методами роботи та невідповідністю новій трансферній політиці).
«…ми переконані, що команда, яку ми намагаємося створити, буде потужнішою з тренером іншого штибу та бачення… Дель Боске виявляв ознаки виснаження [творчого], і ми прагнемо бути щирими — він не є тим тренером, який може забезпечити майбутнє нашій команді… Дель Боске — тренер звичайний, а ми ж бо шукаємо когось, хто більш тяжіє до кардинальних тактичних та стратегічних рішень, хто більше приділяє уваги відмінному фізичному стану гравців… Зрештою, іноді варто робити зміни»
 Флорентіно Перес, президент клубу Реал Мадрид, 24 червня 2003 
Посаду спортивного директора, яку йому запропонували натомість Дель Боске відхилив. Він просто мовчки склав свої повноваження. В знак протесту, разом із наставником Реал залишив і його капітан та видатний «галактікос» Фернандо Йерро (відмовився подовжувати контракт).
За період з 2003 по 2010 рік посаду головного тренера клубу Реал Мадрид обіймали шість різних спеціалістів. Два з них — Фабіо Капелло (наставник збірної Англії) та Карлуш Кейрош (тренер португальців), як і Вісенте Дель Боске брали участь у Чемпіонаті світу-2010 в ПАР. Іспанці «лісника» навіть змусили португальців Карлуша Кейроша попрощатися із амбіціями на Кубок світу, вигравши із рахунком 1:0 (матч 1/8 фіналу).

### Бешикташ та шлях до Національної збірної
Пригнічений ситуацією з Реалом, Дель Боске як експеримент приймає пропозицію турецького клубу Бешикташ, і на сезон 2004/2005 переїздить до Стамбула. Але з «чорними орлам» він заледве пропрацював один сезон.

Дель Боске із надією на нове тренерство в «бланкос» повернувся до Іспанії. На початку 2006 року в Реалі мали відбутися чергові вибори президента, в яких брав участь і його близький товариш Хуан Паласіо. Проте, на виборчих перегонах лідерство здобув Рамон Кальдерон, і мрія Дель Боске про Реал зруйнувалась вщент. Кальдерон, на посаду головного наставника «галактікос» запросив італійця Фабіо Капелло.
Очікуючи на результати виборів, Дель Боске відхилив низку цікавих пропозицій. Декілька клубів Прімери запрошували «лісника» до співпраці, а його відмова очолити збірну Мексики на Чемпіонаті світу-2006 в Німеччині шокувала чи не всі ЗМІ. Дель Боске, до останнього сподівався повернутися до стану «галакатікос» 

Сезон 2006/2007 іменитий наставник провів без клубної роботи. Проте, у новому амплуа — коментатор футбольних матчів, він не залишався осторонь футбольного життя.

### Національна збірна
У 2008 році, після тріумфальної перемоги на Чемпіонаті Європи-2008, з посади тренера Національної збірної звільнився Луїс Арагонес. Королівська Федерація Футболу Іспанії почала розгляд кандидатур на вакантну посаду, і футбольні функціонери зупинили свій вибір саме на Вісенте Дель Боске. Тим паче, що у далекому 2004 році, коли з посади наставника збірної звільнили Ін'які Саеса, йому на заміну розглядали як Арагонеса, так і Дель Боске. Тоді доля була прихильна до «мудреця із Орталеси», але цього разу настав час «лісника» Вісенте.
В серпні 2008 року, у Копенгагені Дель Боске дебютував, як головний наставник Національної збірної Іспанії. Його підопічні у товариському матчі здолали збірну Данії із рахунком 3:0.
Кубок Конфедерацій. У 2009 році на тренера та його команду чекало перше випробування — Кубок Конфедерацій. Участь у турнірі Іспанія брала як конфедерат УЄФА (переможець Чемпіонату Європи-2008). Дебют «Червоної Фурії» на цих змаганнях виявився більш ніж вдалим. У своїй групі «А» іспанці посіли перше місце, розгромивши сусідів по турнірній таблиці — Нову Зеландію (5:0), Ірак (1:0) та збірну господарки чемпіонату Південно-Африканської Республіки (2:0). Та на стадії плей-офф, хлопці Дель Боске примудрилися програти збірній США (0:2). У матчі за третє місце Іспанія знову зітнулася з ПАР. Перемогли іспанці лише в овертаймі (Даніель Гуїса 88’, 89’; Хабі Алонсо 107’), і додому повезли бронзу. Кубок Конфедерацій виборола Бразилія. Проте, футболісти збірної Іспанії — Фернандо Торрес та Давід Вілья були удостоєні «Срібної» та «Бронзової бутси ФІФА» відповідно. На рахунку обох нападників по 3 голи за чемпіонат.
Чемпіонат світу 2010. На чемпіонат світу в ПАР Дель Боске повіз зірковий склад футболістів, які вибороли європейську першість в 2008 році (в майже незмінному вигляді). Проте, його пильне око селекціонера не оминуло й молодих гравців — до заявки потрапили Хуан Мата (Валенсія) та Херард Піке (Барселона). З приходом Дель Боске до збірної, до її лав уперше викликали Бояна Кркіча (Барселона), Дієго Капеля (Севілья) та басків — Андоні Іраолу (Атлетік Більбао) і Фернандо Льоренте (Атлетік Більбао). Останній, навіть, потрапив до заявки на Чемпіонат світу в ПАР і вже встиг себе добре зарекомендувати (матч проти збірної Португалії).
На кваліфікаційному етапі іспанці 10 із 10-ти відбірних матчів закінчили перемогою. Деякі з жахливо розгромними рахунками — Вірменія (4:0), Бельгія (5:0), Боснія і Герцеговина (5:2).
Груповий раунд, підопічні Дель Боске розпочали із поразки. Збірна Швейцарії здобула мінімальну перевагу (0:1). Проте, Дель Боске вдалося мотивувати своїх футболістів: в результаті, іспанці до 1/8 фіналу вийшли з першого місця (6 очок, різниця м'ячів +2).
В 1/8 фіналу підопічним «лісника» протистояли потужні португальці, але єдиний гол Вільї (68’) в ворота «європейських бразильців» вирішив долю протистояння.
В ¼ фіналу «Червона Фурія» в драматичному матчі проти збірної Парагваю буквально вирвала перемогу. В півфіналі іспанці здолали німців, як і колись в 2008 році у фіналі Чемпіонату Європи та з тим же пам'ятним рахунком 1:0 (Пуйоль 73'). У фінальному протистоянні підопічні Дель Боске в овертаймі вибороли перемогу у збірної Нідерландів (Іньєста, 117') й вперше за свою історію отримали титул чемпіонів світу.
В цілому, Іспанія на чемпіонаті світу показала відмінні результати, а Дель Боске отримав схвальні відгуки колег. Зокрема, Луїс Арагонес, який нещодавно достатньо різко відгукувався про гру колишніх підопічних на чемпіонаті Світу, ще взимку всіляко сипав компліментами в бік теперішнього наставника:
«Дель Боске — дуже здібний спеціаліст, і його команда грає добре. На мою долю випав Чемпіонат Європи, а він має досягнути успіху на Мундіалі. У Іспанії є шанси, як і ще у декількох 5-6 збірних. Крім того, більша частина футболістів уже виступала на Євро-2008, так що вони здатні витримати велике напруження…»
Луїс Арагонес, 3 лютого 2010  
1 липня 2016 року головний тренер збірної Іспанії Вісенте Дель Боске заявив, що має намір завершити кар'єру і піти у відставку.
Після невдалого результату збірної на Євро—2016 провів перемовини з президентом Федерації, на яких вирішили не продовжувати співпрацю.

### Нагороди
«Реал Мадрид»
- Переможець Ліги чемпіонів: 2000, 2002
- Володар Суперкубка УЄФА: 2002
- Переможець Міжконтинентального кубка: 2002
- Чемпіон Іспанії: 2001, 2003
- Володар Суперкубка Іспанії: 2001

Збірна Іспанії
- Бронзовий призер Кубку Конфедерацій: 2009
- Чемпіон світу: 2010
- Чемпіон Європи: 2012

Особисті
- Тренер року ФІФА: 2012
- Найкращий тренер в історії футболу — 11 місце (ESPN)[14]
- Найкращий тренер в історії футболу — 13 місце (World Soccer)[15][16]
- Найкращий тренер в історії футболу — 33 місце (France Football)[17][18][19]

## Особисті дані та цікавинки
Вісенте Дель Боске знаний своїм неконфліктним характером. Йому притаманні люб'язність, врівноваженість та безмежній оптимізм. «Лісник» Вісенте завжди знає як знайти підхід до футболістів, досягаючи при цьому блискучих результатів, а за роки роботи в кантері, він навчився мотивувати й молодих гравців (талант, яким безперервно захоплюється іспанська преса). Проте, м'який характер, робить його вразливим до критики, а через відсутність зайвої показовості, його досягнення іноді применшують чи ж не помічають.

- Вісенте Дель Боске одружений, має 3 дітей.
- За гороскопом — Козеріг.
- Ліцензію тренера отримав у віці 27 років[20].
- Колись, «реалівець» Дель Боске на полі влаштував бійку із Кевіном Кіганом — гравцем німецього Гамбурга[21].
- На посаді тренера клубу Реал Мадрид він провів 186 матчів, 104 з яких «бланкос» зевершили перемогою[22].
- У 2006 році Мексиканська Федерація Футболу пропонувала Дель Боске 2 000 000 $ щорічно, якщо він згодиться очолити Національну збірну цієї країни. Після 18 діб роздумів Дель Боске відхилив пропозицію[8].
- Після дебюту Дель Боске у збірній, його підопічні виграли 13 матчів поспіль — що є рекордом світового футболу (для тренера, який вперше стає на чолі команди). Попередній показник абсолютної «дебютної» виграшності належить Жоану Сальданьї — тренеру Бразилії в 1968–1970 рр. Безпрограшна серія матчів обірвалася в 2009 році на Кубку Конфедерацій (США-Іспанія 2:0)[8].